# 索尚西克
49°33′29″N 28°53′56″E / 49.55806°N 28.89889°E
索尚西克（烏克蘭語：Сошанське），是烏克蘭的村落，位於該國西南部文尼察州，由赫米利尼克區負責管轄，始建於1680年，面積1.79平方公里，海拔高度279米，2001年人口581，人口密度每平方公里325.13人。